# 大澤英雄
大澤 英雄（おおさわ ひでお、1936年1月22日 - 2025年2月16日）は、北海道函館市出身の元サッカー選手。現教育者・サッカー指導者。
国士舘大学名誉教授。国士舘大学学長、学校法人国士舘理事長を歴任。
2019年旭日中綬章受章。

## 来歴
函館有斗高等学校では水谷能啓の指導を受ける。高校卒業後は国士舘大学体育学部に入学して国士舘大学サッカー部を創設した。国士舘大学を卒業後、同大学の職員となり、その後に同大学教授に就任。1992年4月から国士舘大学体育学部長、2002年6月から学校法人国士舘の理事を歴任し、2003年12月から2006年11月30日まで国士舘大学学長を務めた。
定年により教員（教授）を退職したが、学長退任の2006年12月1日付けで名誉教授の授与を受けるとともに学校法人国士舘の常任理事に就任した。2008年6月からは副理事長を務め、2009年4月理事長に就任した。
また、1970年から国士舘大学サッカー部の監督を務め、全日本大学サッカー連盟の理事長や日本サッカー協会（JFA）の特任理事も兼務していたが、2004年12月に同サッカー部の部員が東京都青少年の健全な育成に関する条例違反罪で起訴された事件を受けて、同年12月16日にJFA特任理事を辞任。同年12月24日にサッカー部が無期限活動停止となり、監督の職務も無期限の任務停止となるなど、この年で全てのサッカーに関する役職を外されることとなった。また、JFAからも上記の事件により職務停止処分を受けていたが、2007年7月に解除された。
2019年春の叙勲で旭日中綬章を受章。
2023年6月22日、日本サッカー協会（JFA）から『第19回日本サッカー殿堂』顕彰者に選ばれたことが発表された。
2025年2月16日午前、肺炎のため東京都内の病院で死去。89歳没。

## 著書
- 『絵でわかるサッカー 上達法 技術と練習法』 （監修）
- 『絵でわかるサッカー 名選手になるための基本技術』 （監修）
- 『小学生のサッカー ゲーム編』 （監修）
- 『ナガオカ入門シリーズ / 34 サッカー ・ ベスト ・ マニュアル』 （監修）
- 『コーチと親のための少年サッカー』 （共著）

## 要職等
- 国士舘大学 学長
- 国士舘大学サッカー部 監督
- 国士舘大学サッカー部 部長
- 学校法人国士舘 評議員
- 学校法人国士舘 常任理事
- 国士舘大学 体育学部長
- 日本サッカー協会 特任理事
- 全日本大学サッカー連盟 理事長
- 川崎市サッカー協会 顧問